# Henry Primakoff
Henry Primakoff (né le 12 février 1914 à Odessa dans l'Empire russe et mort le 25 juillet 1983 à Philadelphie aux États-Unis) est un physicien théoricien surtout connu pour sa découverte de l'effet Primakoff,. Il a également développé la transformation Holstein-Primakoff (en).
Les travaux de Primakoff ont contribué à améliorer la connaissance de l'interaction faible, de la double désintégration bêta,, de l'onde de spin dans le ferromagnétisme et de l'interaction des neutrinos avec le noyau atomique.
Henry Primakoff est élu à l'Académie nationale des sciences en 1968. En 2011, la Société américaine de physique crée le prix Henry Primakoff (d) en son honneur.

## Biographie
En 1940, Primakoff travaille à l'Institut polytechnique de Brooklyn, puis, plus tard, au Queens College et, en 1946, à l'Université Washington de Saint-Louis. Il deviendra le premier professeur de physique Donner de l'Université de Pennsylvanie.
Henry Primakoff épouse Mildred Cohn en 1938.